# Listă de seriale TV despre cel de-Al Doilea Război Mondial
| Cuprins |
| ------- |
|         |

Listă de seriale TV despre cel de-al Doilea Război Mondial:

## Secolul al XX-lea
| An   | An   | Țară             | Titlu (Titlu alternativ)                                      | Titlu original (Scenariu original)                      | Bătălii, evenimente, campanii descrise |
| ---- | ---- | ---------------- | ------------------------------------------------------------- | ------------------------------------------------------- | --- |
| 1955 | 1956 | USA              | Casablanca                                                    |                                                         | Bazat pe filmul Casablanca |
| 1956 | 1957 | USA              | Combat Sergeant                                               |                                                         | Drama-acțiune. Grup de spionaj al Armatei SUA în Campania din Africa de Nord                                                                                |
| 1957 | 1957 | UK               | Escape                                                        |                                                         | Drama. Soldații aliați care încearcă să evadeze din lagărul de prizonieri; șase episoade                                                                    |
| 1957 | 1958 | UK               | O.S.S.                                                        |                                                         | OSS in occupied France |
| 1957 | 1958 | USA              | The Silent Service                                            |                                                         | Drama. USN submarine service |
| 1961 | 1963 | USA              | Alcoa Premiere "Seven Against the Sea" (1962 episode)         |                                                         | Drama. US PT Boat island base decimated by Japanese forces in Pacific Campaign; pilot episode for comedy McHale's Navy                                      |
| 1962 | 1963 | USA              | The Gallant Men                                               |                                                         | Drama. US Fifth Army company in Italian Campaign |
| 1962 | 1966 | USA              | McHale's Navy                                                 |                                                         | Comedy. Misadventures of misfit PT Boat crew in Pacific Campaign and (later) Italian Campaign                                                               |
| 1962 | 1967 | USA              | Combat!                                                       |                                                         | Drama. Frontline American infantry squad battling across France                                                                                             |
| 1964 | 1964 | China            | Sentry Under the Neon Lights (Sentinel Under the Neon Lights) | Níhóngdēng xià de shàobīng (霓虹灯下的哨兵)             | Eighth Route Army on Shanghai's Nanjing Road |
| 1964 | 1965 | USA              | Broadside                                                     |                                                         | Comedy. WAVES (navy women) transferred to South Pacific Theatre to run motorpool on island; spinoff from McHale's Navy                                      |
| 1964 | 1967 | USA              | Gilligan's Island "So Sorry, My Island Now" (1965 episode)    |                                                         | Comedy. Island is captured by Japanese sailor |
| 1964 | 1967 | USA              | "Mine Hero" (1965 episode)                                    |                                                         | Comedy. Wartime sea mine in lagoon |
| 1964 | 1967 | USA              | "Forward March" (1966 episode)                                |                                                         | Comedy. Gorilla armed with wartime grenades |
| 1964 | 1967 | USA              | Twelve O'Clock High                                           |                                                         | Drama. Missions of USAAF Bomber Group stationed on English air base and equipped with B-17s; based on 1949 film Twelve O'Clock High                         |
| 1965 | 1965 | USA              | Convoy                                                        |                                                         | Drama. Supply convoys and German U-boats in Atlantic Theatre that focused on an American destroyer escort and lead convoy freighter                         |
| 1965 | 1965 | Poland           | The Underground Front                                         | Podziemny front                                         | Polish resistance, 1941–45 |
| 1965 | 1966 | USA              | Mister Roberts                                                |                                                         | Comedy. US Navy cargo ship in South Pacific; based on 1955 film Mister Roberts                                                                              |
| 1965 | 1966 | USA              | The Wackiest Ship in the Army                                 |                                                         | Comedy. Spy scow/schooner based in the South Pacific Theatre; spinoff of film The Wackiest Ship in the Army                                                 |
| 1965 | 1971 | USA              | Hogan's Heroes                                                |                                                         | Comedy. Allied prisoners in German Stalag |
| 1966 | 1966 | USA              | Blue Light                                                    |                                                         | Drama. |
| 1966 | 1966 | UK               | Court Martial                                                 |                                                         | Drama. Judge Advocate General's office investigating crime during war                                                                                       |
| 1966 | 1967 | USA              | Jericho                                                       |                                                         | Drama. Espionage |
| 1966 | 1968 | USA              | The Rat Patrol                                                |                                                         | Long Range Desert Patrol |
| 1966 | 1970 | Poland           | Four Tank Men and a Dog                                       | Czterej pancerni i pies                                 | Tank crew, their dog, and their T-34 tank in 1st Polish Army on Eastern Front, 1943–45                                                                      |
| 1967 | 1968 | USA              | Garrison's Gorillas                                           |                                                         | Adventure-drama. Allied convicts recruited as commandos behind Nazi lines with offer of a post-war parole and inspired by The Dirty Dozen film; 26 episodes |
| 1967 | 1968 | Poland           | More Than Life at Stake                                       | Stawka większa niż życie                                | Kapitan Hans Kloss, Poland and Germany, 1941–45 |
| 1968 | 1977 | UK               | Dad's Army                                                    |                                                         | Comedy. English Home Guard |
| 1971 | 1973 | Australia        | Spyforce                                                      |                                                         | Action/drama. Australian series about the fictional Special Intelligence Unit (based on the real Services Reconnaissance Department)                        |
| 1971 | 1974 | Greece           | Unknown Warfare                                               | O Agnostos Polemos (Άγνωστος Πόλεμος)                   | Drama. The adventures of a colonel of the counter-espionage service of Greece during the war. (226 episodes; remade in 1987)                                |
| 1972 | 1973 | UK               | Pathfinders                                                   |                                                         | RAF pathfinding missions |
| 1972 | 1974 | UK               | Colditz                                                       |                                                         | Colditz Castle POW camp |
| 1973 | 1973 | USSR             | Seventeen Moments of Spring                                   | Semnadtsat mgnoveniy vesny (Семнадцать мгновений весны) | Soviet spy operating in Nazi Germany |
| 1973 | 1974 | USA              | Roll Out                                                      |                                                         | Comedy-drama. Quartermaster Trucking Company of US Third Army's "Red Ball Express" in France                                                                |
| 1974 | 1975 | Canada           | Witness to Yesterday                                          |                                                         | Drama (talk show format). Broadcaster Patrick Watson aggressively "interviews" historical figures, including Norman Bethune († 1939)                        |
| 1974 | 1981 | UK               | It Ain't Half Hot Mum                                         |                                                         | Comedy. |
| 1975 | 1975 | Poland · Hungary | Third Border                                                  | Trzecia granica poloneză {{{1}}}                        | Polish Resistance in Poland, Tatra Mountains, Slovakia, Hungary                                                                                             |
| 1976 | 1976 | Iran             | My Uncle Napoleon                                             | دایی‌جان ناپلئون                                         | Comedy. Tehran under Allied occupation |
| 1976 | 1978 | USA              | Baa Baa Black Sheep                                           |                                                         | Gregory 'Pappy' Boyington and Marine Air Squadron during Pacific War                                                                                        |
| 1976 | 1983 | Australia        | The Sullivans                                                 |                                                         | Drama. The effects World War II has on the lives of an average middle-class Melbourne family                                                                |
| 1977 | 1978 | UK               | Backs to the Land                                             |                                                         | Comedy. Land Girls |
| 1977 | 1979 | USA              | Operation Petticoat (Life in the Pink)                        |                                                         | Comedy. USS Sea Tiger, pink submarine in South West Pacific Theatre; spinoff of film Operation Petticoat                                                    |
| 1977 | 1979 | UK · Belgium     | Secret Army                                                   |                                                         | Drama. Belgian Resistance; followed by 1981 series Kessler                                                                                                  |
| 1978 | 1981 | Denmark          | Matador                                                       | Matador                                                 | Fictional Danish town of Korsbæk, 1929–1947 |
| 1980 | 1980 | USA              | Goodtime Girls                                                |                                                         | Comedy. Women's war effort on the homefront (Washington, D.C.)                                                                                              |
| 1981 | 1981 | UK               | Kessler                                                       |                                                         | Drama. Former SS Sturmbannführer living under alias of industrialist to avoid discovery as war criminal; sequel to 1977–79 series Secret Army               |
| 1981 | 1984 | UK · Australia   | Tenko                                                         |                                                         | Women interned after the Fall of Singapore |
| 1982 | 1992 | UK               | 'Allo 'Allo!                                                  |                                                         | Comedy. Café in Occupied France, French Resistance, Communist Resistance, RAF, Stalag, Italian expeditionary forces, art heists, 1940–1944                  |
| 1983 | 1983 | USA              | Casablanca                                                    |                                                         | Based on film Casablanca |
| 1983 | 1983 | USA              | The Winds of War                                              |                                                         | Events that lead to WWII up to Pearl Harbor from the perspective of two families                                                                            |
| 1984 | 1984 | Yugoslavia       | Banjica                                                       |                                                         | Drama. Pro-Nazi, Serb-run concentration camp; 4 episodes |
| 1984 | 1984 | Australia        | The Last Bastion                                              |                                                         | Mini-series about Australia's relationship with its allies during World War II                                                                              |
| 1985 | 1985 | Australia        | The Cowra Breakout                                            |                                                         | Semi-fictional mini-series about the Cowra breakout, August 1944                                                                                            |
| 1985 | 1985 | Australia        | The Dunera Boys                                               |                                                         | Mini-series based on the Dunera incident, 1940-1941 |
| 1985 | 1985 | USA              | Jenny's War                                                   |                                                         | Woman launches rescue of RAF pilot son downed over Germany, 1941                                                                                            |
| 1987 | 1987 | Australia        | Nancy Wake                                                    |                                                         | Drama. Mini-series about the exploits of New Zealand born SOE Operative and French Resistance member Nancy Wake                                             |
| 1988 | 1988 | USA · Yugoslavia | Dirty Dozen: The Series                                       | [ 2 ]                                                   | Allied prisoners trained for "do or die" missions; spinoff of The Dirty Dozen                                                                               |
| 1988 | 1988 | UK               | Piece of Cake                                                 |                                                         | RAF from Phoney War through Battle of Britain |
| 1988 | 1989 | USA              | War and Remembrance                                           |                                                         | Continues the story of The Winds of War starting on 15 decembrie 1941 and ending on 7 august 1945                                                           |
| 1988 | 1991 | Poland           | The Burning Border                                            | Pogranicze w ogniu                                      | Action-drama. German and Polish counter-espionage from 1918–1939                                                                                            |
| 1988 | 1990 | UK               | Wish Me Luck                                                  |                                                         | Drama-espionage. SOE women in German-occupied France |
| 1989 | 1989 | Australia        | Tanamera – Lion of Singapore                                  |                                                         | Drama based on novel. |
| 1989 | 1989 | Australia · UK   | The Heroes                                                    |                                                         | Mini-series about the Allied commando raid on Singapore Harbour during Operation Jaywick                                                                    |
| 1991 | 1991 | UK · Australia   | Heroes II: The Return                                         |                                                         | Sequel to The Heroes about a second commando raid on Singapore Harbour during Operation Rimau                                                               |
| 1992 | 1992 | Denmark          | Blackout                                                      | Mørklægning                                             | Thriller. German occupation of Denmark and Danish war-tired and ill                                                                                         |
| 1993 | 1993 | UK               | Demob                                                         |                                                         | Comedy-drama. Two demobilized soldiers |
| 1994 | 1994 | UK               | Seaforth                                                      |                                                         | Drama. British homefront conman |
| 1994 | 1994 | UK               | Which Way to the War                                          |                                                         | Comedy. British and Australian Desert Rats and Italian nurses in North Africa; pilot episode only                                                           |
| 1997 | 1997 | Singapore        | The Price of Peace                                            | Hépíng de dàijià (和平的代價)                           | Japanese occupation of Singapore |
| 1998 | 1998 | UK               | Coming Home (TV serial)                                       |                                                         | Drama. Wartime experiences of Judith, a schoolgirl and young woman.                                                                                         |
| 1998 | 1998 | Czech Republic   | Three Kings                                                   | Tři králové                                             | Drama. Resistance efforts in German occupation of Czechoslovakia; seven episodes                                                                            |
| 1999 | 1999 | Germany          | Riding the Storm                                              | Sturmzeit                                               | Drama based on Charlotte Link trilogy. East Prussian home front through both World Wars                                                                     |

## Secolul al XXI-lea
| An   | An   | Țara                              | Titlu (Titluri alternative)             | Titlu original (Scenariu original)                                   | Bătălii, evenimente, campanii descrise |
| ---- | ---- | --------------------------------- | --------------------------------------- | -------------------------------------------------------------------- | --- |
| 2001 | 2001 | USA                               | Camarazi de război                      | Band of Brothers                                                     | Action-drama. Non-fictional account of "Easy" Company (506th Parachute Infantry Regiment, U.S. 101st Airborne Division) from training to war's end, based on Stephen E. Ambrose novel |
| 2001 | 2001 | Australia                         | Changi                                  |                                                                      | Changi POW camp |
| 2001 | 2001 | Singapore                         | In Pursuit of Peace                     | Hérì Jūn Zàilái (何日军再来)                                         | Japanese occupation of Singapore |
| 2001 | 2001 | Singapore                         | A War Diary                             | Zhànzhēng rìjì (战争日记)                                            | Romance/Drama. Chinese family during Battle of Singapore and Japanese occupation of Singapore                                                                                         |
| 2002 | 2015 | UK                                | Foyle's War                             |                                                                      | Mystery. English police solving crime amid war in Southern England |
| 2003 | 2003 | UK                                | P.O.W.                                  |                                                                      | Drama. German Stalag Luft and follows RAF crewman captured after Normandy bombing raid, 1940                                                                                          |
| 2005 | 2006 | China                             | Liang Jian                              | Liang Jian (亮剑)                                                    | Campaigns of 18th Army Group and Chinese People's Liberation Army from Sino-Japanese War to Chinese Civil War                                                                         |
| 2006 | 2007 | China                             | Cut the Devil's Head Off With the Dadao | Dàdāo xiàng guǐzi men de tóu shàng kǎn qù (大刀向鬼子的头上砍去)     | Action-drama titled after Dadao March. Last battle during Sino-Japanese War, 1945 |
| 2007 | 2007 | Poland                            | Fortress of Codes                       | Tajemnica twierdzy szyfrów                                           | Thriller. Polish and German espionage, 1945 |
| 2007 | 2007 | China                             | Meritorious                             | Gōngxūn (功勋)                                                       | Drama. Near end of Sino-Japanese War and launching of win-or-die espionage war to invade Japan by China and USSR, 1945                                                                |
| 2007 | 2007 | Denmark                           | Nazitübbies                             | Nazitübbies                                                          | Parody. Nazi Teletubbies |
| 2007 | 2007 | Hong Kong                         | War and Destiny                         | Leun sai gai yan (亂世佳人) Format:Yue                               | Nanjing Massacre |
| 2007 | 2007 | Iran · Hungary · France · Lebanon | Zero Degree Turn                        | Madār-e sefr darajeh (مدار صفر درجه) persană {{{1}}}                 | Drama based on Abdol Hossein Sardari. Iranian student in occupied Paris in love with French-Jewish woman                                                                              |
| 2007 | 2008 | China                             | Legend of Xiangxi                       | Xie Se Xiang Xi (血色湘西)                                           | Battle of West Hunan and Sino-Japanese War |
| 2007 | now  | China                             | Soldiers Sortie                         | Shìbīng tújí (士兵突击)                                              | Drama. Young soldier forced into service by his father and subsequent Chinese military training                                                                                       |
| 2008 | 2008 | Russia                            | Apostle                                 | Apostol (Апостол)                                                    | Life and treachery for Russian teacher trained as Abwehr double agent |
| 2008 | 2008 | Estonia                           | Windward Land                           | Tuulepealne maa                                                      | History of Estonia through two families, World War I to 1941 |
| 2008 | 2011 | Poland                            | Time of Honor                           | Czas honoru                                                          | Cichociemni (SOE agents) and Polish Resistance |
| 2009 | 2009 | Russia                            | Zastava Zhilina                         | Zastava Zhilina (Застава Жилина)                                     | Romance drama. Set in 1941 |
| 2009 | now  | France                            | A French Village                        | Un village français                                                  | Occupied French village, from May 1940 –... (one month per episode) |
| 2009 | 2011 | UK                                | Land Girls                              |                                                                      | Drama. Land Girls |
| 2009 | ?    | China                             | My Brother Named Shun Liu               | Wǒde Xiōngdì Jiào Shùn Liū (我的兄弟叫顺溜)                          | Chinese sniper during the Sino-Japanese War |
| 2009 | now  | China                             | My Chief and My Regiment                | Wǒde Tuánzhǎng Wǒde Tuán (我的团长我的团)                            | Drama. Chinese National Revolutionary Army Expeditionary Force in Burma battling Imperial Japanese Army during Battle of Yunnan-Burma Road in Sino-Japanese War, 1942                 |
| 2010 | now  | Hong Kong                         | No Regrets (Rosy Business II)           | Gan Gwok Hiu Hung Zi Ji Hoi Hou Cing (巾幗梟雄之義海豪情) Format:Yue | Drama. Canton, China during Japanese occupation |
| 2010 | 2010 | USA                               | The Pacific                             |                                                                      | Action-drama. Marines of the 1st Marine Division in Pacific Theatre |
| 2011 | 2011 | China                             | Natasha                                 | Wǒ de nàtǎshā (我的娜塔莎)                                           | Romance/Drama. Japanese Kwantung Army siege of Chinese Dongbeikanglian Wolong Mountain Battalion, Soviet espionage training and Chinese Resistance against Japanese occupation, 1941  |
| 2011 | 2011 | Russia                            | 1942                                    | 1942                                                                 | Drama. German invasion of Russia and partisans surviving in forests; continuation of 2009 film 1941                                                                                   |
| 2011 | 2011 | Taiwan                            | Soldier                                 | Yong Shi Men (勇士們)                                                | Campaigns of National Revolutionary Army from Sino-Japanese War to present day |
| 2012 | 2014 | Canada                            | Bomb Girls                              |                                                                      | Drama. Canadian homefront and women working in Toronto munitions plant |
| 2013 | 2013 | Germany                           | Generation War                          | Unsere Mütter, unsere Väter                                          | Group of friends experience different fate during German 1941 east front campaign. |
| 2015 | 2017 | Canada · Hungary                  | X Company                               |                                                                      | Drama. Canadian, British, and American spies based out of a training facility in Canada carry out missions in Nazi-occupied Europe.                                                   |
| 2015 | 2015 | France                            | Resistance                              | Résistance                                                           | Paris 1940, based on the Groupe du musée de l'Homme |
| 2015 | now  | Georgia                           | Kerch: The Lost Heroes                  | Kerči: Daḳarguli Gmirebi (ქერჩი: დაკარგული გმირები)                  | Drama. Centered around ethnic Georgians in the Red Army during Crimean Offensive and Battle of the Kerch Peninsula.                                                                   |
| 2015 | 2016 | UK                                | Home Fires                              |                                                                      | Drama. Set in a rural Cheshire community called Great Paxford, about the life of Women's Institute members on the Home Front during the Second World War.                             |